# Anyphaena taiwanensis
Anyphaena taiwanensis es una especie de arañas araneomorfas de la familia Anyphaenidae.

## Distribución geográfica
Es endémica de Taiwán.